# Dusona horrida
Dusona horrida är en stekelart som först beskrevs av Albany Hancock 1926.  Dusona horrida ingår i släktet Dusona och familjen brokparasitsteklar. Inga underarter finns listade i Catalogue of Life.